# پایگاه هوایی عینی
پایگاه هوایی عینی (انگلیسی: Ayni Air Base) تاجیکستان در نزدیکی شهر حصار و در ۲۵ کیلومتری شهر دوشنبه، پایتخت تاجیکستان، واقع است و دارای یک باند برای فرود و پرواز هواپیماهای جنگنده و حمل و نقل می‌باشد. این فرودگاه دارای باند پرواز ۳۲۰۰ متری بوده و به این دلیل مورد توجه برخی از کشورهای همکار با تاجیکستان است، بطوریکه گفته می‌شود فرودگاه عینی بهترین پایگاه هوایی در منطقه آسیای مرکزی است.
فرودگاه عینی دوشنبه بر اساس توافق مقامات دوشنبه با دهلی نو و سندی که در سال ۲۰۰۲ میلادی به امضا رسیده بود تعمیر و نوسازی شد. پس از پایان این تعمیرات در سال ۲۰۱۰ کار بر تجهیزات فنی برخی از واحدهای فرعی آن ادامه داشت. هند طی سال‌های اخیر پایگاه نظامی عینی را بازسازی و نوسازی کرده‌است. در این بین دو کشور از دو دهه گذشته تاکنون ده‌ها سند در بخش‌های مختلف به امضا رسانده و روابط خود را تقویت کرده‌اند.
در زمان جنگ سرد، این پایگاه هوایی به عنوان پایگاه نظامی اصلی اتحاد جماهیر شوروی مورد استفاده قرار می‌گرفت، اما بعد از جنگ این پایگاه بدون مصرف و استفاده قرار گرفته‌بود، فرودگاه نظامی عینی بعد از فروپاشی شوروی و در دوران جنگ‌های داخلی تاجیکستان تا حد زیادی غیرقابل استفاده شده بوده‌است. بنا به گزارش irna , هند از مدتها قبل علاقه شدیدی به فعال کردن پایگاه عینی داشته اما با مخالف مسکو همراه بوده‌است، به گزارش irna , در حال حاضر حدود هفت هزار نظامی روسیه در سه مقر نظامی در صد کیلومتری جنوب غرب شهر دوشنبه تاجیکستان مستقر هستند. این منطقه به دلیل نزدیکی به پاکستان از اهمیتی استراتژیک برای هند بر خوردار است.